# العلاقات الصينية الإريترية
العلاقات الصينية الإريترية هي العلاقات الثنائية التي تجمع بين الصين وإريتريا.

## مقارنة بين البلدين
هذه مقارنة عامة ومرجعية للدولتين:
| وجه المقارنة                                              | الصين                    | إريتريا                                      |
| --------------------------------------------------------- | ------------------------ | -------------------------------------------- |
| المساحة (كم2)                                             | 9.60 مليون               | 117.60 ألف                                   |
| عدد السكان (نسمة)                                         | 1.33 مليار               | 6.33 مليون                                   |
| الكثافة السكانية (ن./كم²)                                 | 138.54                   | 53.83                                        |
| العاصمة                                                   | بكين                     | أسمرة                                        |
| اللغة الرسمية                                             | اللغة الصينية القياسية   | اللغة التغرينية، اللغة العربية، لغة إنجليزية |
| العملة                                                    | رنمينبي                  | ناكفا                                        |
| الناتج المحلي الإجمالي (بليون دولار)                      | 12.24 تريليون            | 2.61 مليار                                   |
| الناتج المحلي الإجمالي (تعادل القوة الشرائية) بليون دولار | 19.82 تريليون            |                                              |
| الناتج المحلي الإجمالي الاسمي للفرد دولار أمريكي          | 8.03 ألف                 |                                              |
| الناتج المحلي الإجمالي للفرد دولار أمريكي                 | 13.21 ألف                |                                              |
| مؤشر التنمية البشرية                                      | 0.728                    | 0.391                                        |
| رمز المكالمات الدولي                                      | +86                      | +291                                         |
| رمز الإنترنت                                              | .cn، .中国 ‏، .中國 ‏      | .er                                          |
| المنطقة الزمنية                                           | توقيت الصين، ت ع م+08:00 | ت ع م+03:00                                  |

## منظمات دولية مشتركة
يشترك البلدان في عضوية مجموعة من المنظمات الدولية، منها:
| علم المنظمة | اسم المنظمة                        | تاريخ انضمام الصين | تاريخ انضمام إريتريا |
| ----------- | ---------------------------------- | ------------------ | -------------------- |
|             | مؤسسة التمويل الدولية              | 15 يناير 1969      | 11 أكتوبر 1995       |
|             | منظمة حظر الأسلحة الكيميائية       | ?                  | ?                    |
|             | البنك الإفريقي للتنمية             | ?                  | ?                    |
|             | يونسكو                             | 4 نوفمبر 1946      | 2 سبتمبر 1993        |
|             | الأمم المتحدة                      | 25 أكتوبر 1971     | 28 مايو 1993         |
|             | الاتحاد الدولي للاتصالات           | 1 سبتمبر 1920      | 6 أغسطس 1993         |
|             | منظمة الشرطة الجنائية الدولية      | ?                  | ?                    |
|             | البنك الدولي للإنشاء والتعمير      | 27 ديسمبر 1945     | 6 يوليو 1994         |
|             | الاتحاد البريدي العالمي            | ?                  | ?                    |
|             | مؤسسة التنمية الدولية              | 24 سبتمبر 1960     | 6 يوليو 1994         |
|             | وكالة ضمان الاستثمار متعدد الأطراف | 30 أبريل 1988      | 10 سبتمبر 1996       |

## وصلات خارجية
- موقع وزارة الخارجية الصينية